# BSN長岡ラジオ放送局
BSN長岡ラジオ放送局（ビーエスエヌながおかラジオほうそうきょく）は、新潟県長岡市に置かれている新潟放送の中波放送放送局である。

## 概要
長岡市要町一丁目9番地にあり、中越地方の広範囲へ電波を発射している。
テレビ放送については、弥彦山送信所や同市内の中継局を、NHK新潟放送局のAMラジオについては、赤塚ラジオ放送所などを受信している。
新潟放送は2023年11月1日、Radiko及びFM補完放送が普及したため、本局を、翌年(2024年)2月5日から9月1日まで停波すると発表。その予告通り、2024年2月5日に停波。後にその期間を2025年1月31日まで延長。停波期間が終了は、期間中の聴取者の聴取状況によっては、廃止することもあり得るという。

## 送信施設概要
| 放送局名    | コールサイン | 周波数  | 空中線電力 | 放送対象地域 | 放送区域内世帯数 |
| BSN新潟放送 | JODE         | 1062kHz | 100W       | 新潟県       | 約-世帯          |

- 1954年（昭和29年）9月15日の開局。

## 沿革
- 1954年（昭和29年）
  - 1月31日 当時のラジオ新潟(現:新潟放送)が、長岡のラジオ放送局の免許を申請[注 1][3]。
  - 9月13日 本免許を取得（コールサイン:JODE、周波数:1220KHz、出力:100W）。この日の15時55分より、サービス放送を開始[4]。
  - 9月15日 JODE長岡放送局開局。同日、開局式と、開局記念公開放送「漫才・落語・浪曲・歌謡ショー」[注 2]が、当時の長岡市公民館で行われた[4]。
- 1956年（昭和31年）10月1日 周波数が800KHzに変更[5]。
- 1961年（昭和36年）9月15日 一部の時間帯にて、長岡放送局周辺の新潟県中越地方独自のラジオ番組を放送開始[6]。
- 1963年（昭和38年）12月1日 周波数が1060KHzに変更[7]。
- 1978年（昭和53年）11月23日 ITU国際電気通信連合の取り決め（それまでの10kHz刻みの周波数から、9kHz刻みの周波数に変更）に従い、この日の午前5時、周波数が1062kHzに変更[8]。
- 2023年（令和5年）11月1日 新潟放送が、当長岡ラジオ局を、翌年（2024年）の2月5日から9月1日まで、運用を休止（停波）することを発表[1]。
- 2024年（令和5年）
  - 2月5日 前述の発表通り、前日分の放送終了後（正式にはこの日のエンディング放送終了〈午前1時32分〉後の当日未明）に停波。
  - 7月22日 停波による休止期間を、当初は9月1日までだったのを、この日のプレスリリースにて、翌年（2025年）の1月31日まで期間を延長すると発表[2]。